# Frieder Gadesmann

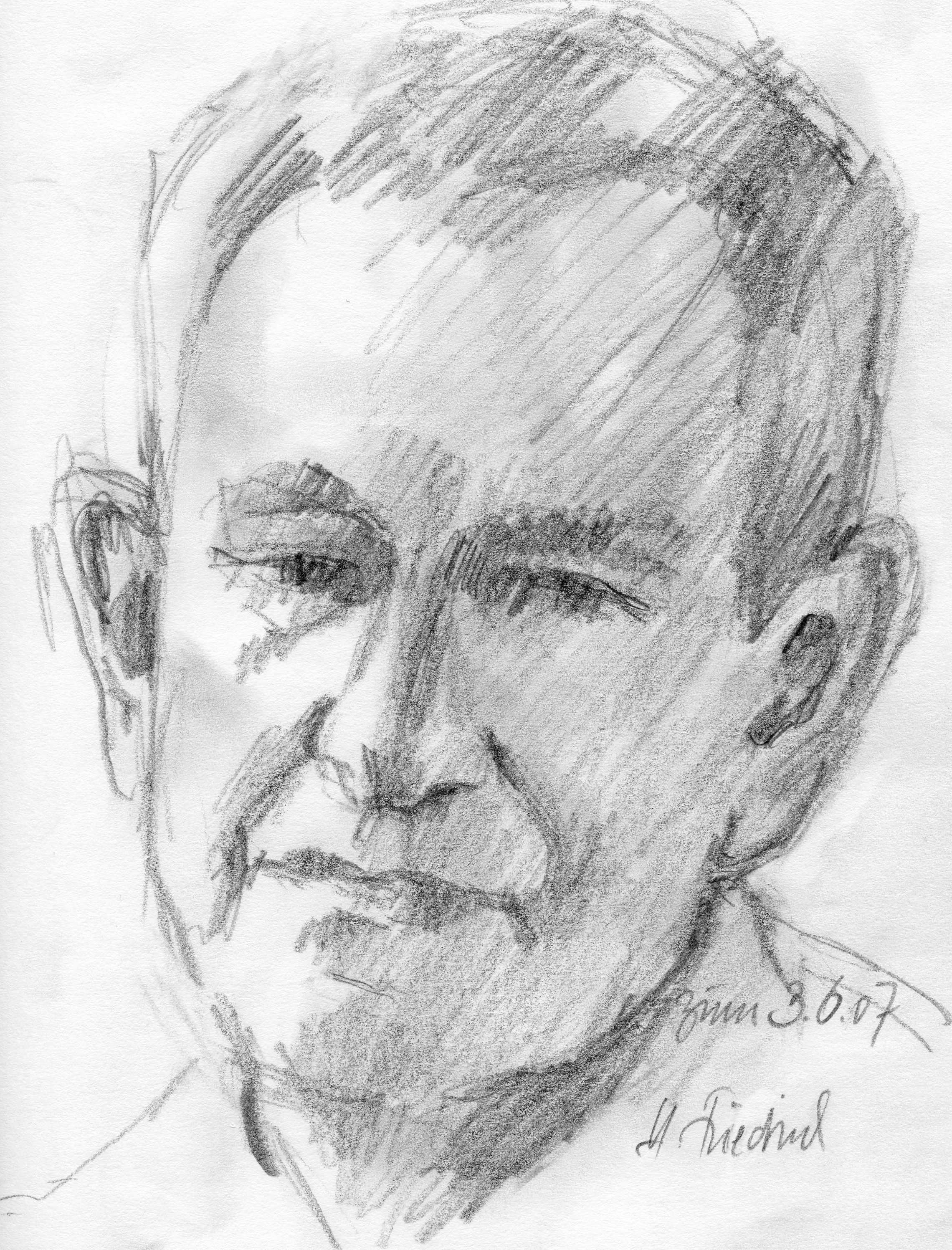
Heinz Friedrich: Porträt Frieder Gadesmann (Zeichnung)

 Frieder Gadesmann  (* 3. Juni 1943 in Celle; † 30. Juli 2014) war ein deutscher evangelischer Theologe, Religionspädagoge und Erziehungswissenschaftler.

## Leben und beruflicher Werdegang
Frieder Gadesmann wurde im Juni 1943 in ärmlichen Verhältnissen in Celle geboren und wuchs dort, ab 1950 in Bockelskamp auf. Er war bis 1961 Mitglied in der Christlichen Pfadfinderschaft Deutschlands, erst in Celle und dann in Wienhausen. Gadesmann unternahm als Pfadfinder Wanderungen und so genannte „Trampfahrten“ innerhalb Deutschlands, nach Luxemburg, Frankreich, Italien, Monaco, San Marino, Spanien und Marokko.
Nach der Schulausbildung in Westercelle (wo ihn besonders das Laienspieltheater interessierte) begann er eine Ausbildung zum Handschriftsetzer in Celle, die er wegen gesundheitlicher Probleme vorzeitig beenden musste. Bei der Bundeswehr wurde er zum staatlich geprüften Krankenpfleger und zum Offizier ausgebildet. Sein letzter Dienstgrad war Oberstleutnant der Reserve. Anschließend arbeitete er als Krankenpfleger und Werkssanitäter bei der Stadt Hannover und im Volkswagenwerk Hannover.
Ab 1968 studierte er (u. a. bei Klaus Wegenast und Hermann Schweppenhäuser) an der damals selbständigen Pädagogischen Hochschule Lüneburg (ab 1969 Pädagogische Hochschule Niedersachsen (PHN), Abteilung Lüneburg, heute Universität Lüneburg) und legte 1970 das Erste Staatsexamen für das Lehramt an Volksschulen ab, 1974 die Zweite Staatsprüfung sowie die Prüfung für das Lehramt an Realschulen und die Diplomhauptprüfung in Erziehungswissenschaft. Von 1970 an unterrichtete er in Bleckede.
Im Jahr 1973 wurde ihm die Leitung des Fachdidaktischen Seminars für das Fach Evangelische Religion in der Ausbildungsregion Lüneburg-Nord übertragen. Zur gleichen Zeit wurde Gadesmann in Loccum in den Vorstand der Arbeitsgemeinschaft für den Evangelischen Religionsunterricht in Niedersachsen (ANR) gewählt. Dies und die Tatsache, dass er trotz bereits bestandener Realschullehrerprüfung noch Lehrer z. A. war, ferner dass er gleichzeitig Stadtverordneter war, führte nach seiner 2. Dienstprüfung zu Konflikten mit dem damaligen Schulrat Lüneburg-Land. Gadesmann betrieb ein Ergänzungsstudium an der Universität Hamburg in Evangelischer Theologie und in Geschichte. Trotz Protestes des Kollegiums in Bleckede und Bemühungen des dortigen Stadtdirektors kam es zum Bruch mit dem Schulrat.
Frieder Gadesmann wurde 1974 Wissenschaftlicher Assistent für Evangelische Theologie und Religionspädagogik an der Pädagogischen Hochschule Esslingen und dort 1979 zum Dozenten berufen. Er war von 1975 bis 1981 Sprecher der Assistenten an den Pädagogischen Hochschulen von Baden-Württemberg. 
Im Jahr 1981 erhielt er einen Lehrauftrag in Fachdidaktik Religionspädagogik beim Staatlichen Schulamt Nürtingen. Nach Auflösung der Pädagogischen Hochschule Esslingen wechselte er 1984 an die Pädagogische Hochschule Ludwigsburg. Nach dieser Zeit war er zweimal Vorsitzender der Landesfachschaft der Lehrenden an den Pädagogischen Hochschulen für Evangelische Theologie/Religionspädagogik und erreichte bei den Evangelischen Landeskirchen und Diözesen in Baden-Württemberg eine Übereinkunft, dass Studierende in der Evangelischen und der Katholischen Theologie das Thema einer bikonfessionellen Zulassungsarbeit einreichen durften. In dieser Zeit wurde er zum ehrenamtlichen Richter für abgelehnte Wehrdienstverweigerer am Landgericht in Stuttgart bestellt.
Ab 1991 lehrte er als Professor für Evangelische Theologie und Religionspädagogik – bis zu ihrer Auflösung – an der Pädagogischen Hochschule Zwickau, danach an der Philosophischen Fakultät der Technischen Universität Chemnitz-Zwickau. An der Pädagogischen Hochschule in Nyíregyháza (Ungarn) unterrichtete er 1992 als Gastprofessor.
Frieder Gadesmann lebte bis 2014 in Aichwald.

## Öffentliches Wirken

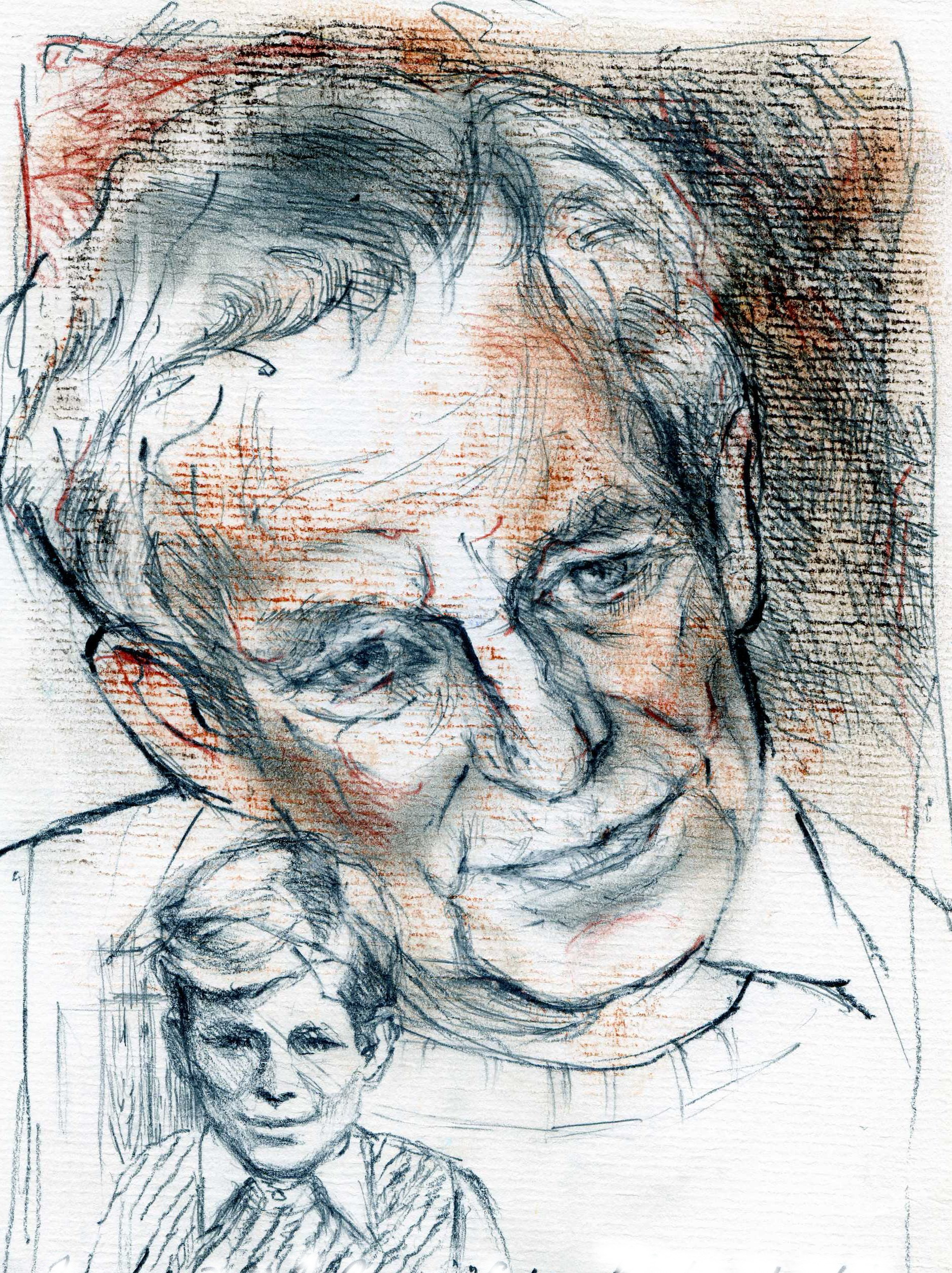
Hetty Krist: Porträt Frieder Gadesmann (Zeichnung)

Von 1971 bis 1974 gehörte Frieder Gadesmann für die SPD dem Stadtrat von Bleckede an.
Seit 1974 erschienen zahlreiche Veröffentlichungen (Bücher, Erzählungen, Gedichte und Unterrichtsprojekte). Zudem arbeitete Frieder Gadesmann als Produzent für Musikproduktionen und als wissenschaftlicher Berater des Schulbuchverlags Friedrich Diesterweg. Ab 1994 führte er nebenamtlich Fortbildungsveranstaltungen für Entwicklungshelfer in Südamerika (Chile, Ecuador, Peru und Brasilien) durch. Dies führte zu mehreren längeren Aufenthalten im Regenwald Amazoniens. Über seine Erlebnisse und Erfahrungen berichtet er in öffentlichen Dia-Vorträgen.
Er war Gründer, Vorsitzender und Kurator des Kunstkreises Aichwald. Dort und an anderen Orten kuratierte er seit 2004 zahlreiche Ausstellungen, u. a. mit Werken von Markus Lüpertz („Fragmente des Schönen“, 2007). Für die Evangelische Landeskirche in Württemberg verantwortete er 2009 die Ausstellung „Sieben Engel für Württemberg“ mit Werken von Simon Dittrich, Hetty Krist, Markus Lüpertz, Hanspeter Münch, Alfred Pohl, Horst Rellecke und Elfriede Weidenhaus in der Stiftskirche (Stuttgart).
Im Jahr 2012 führte Gadesmann Regie bei einer Konzertmeditation mit Hans-Jürgen Hufeisen (Kompositionen, Flöte), Annegret Taube (Sprecherin), Torsten Hoffmann (Sprecher) und Frieder Gadesmann (Texte): „Küsse, süßer als Wein. Aus dem Hohen Lied der Bibel“.
Frieder Gadesmann wurde am 12. Mai 2014 mit der Johannes-Brenz-Medaille in Silber der Evangelischen Landeskirche in Württemberg ausgezeichnet.

## Veröffentlichungen (Auswahl)
- Medien im Religionsunterricht der Grundschule. Reflexionen – Hinweise – Beispiele. (zus. mit H. Grosch). In: Der Evangelische Erzieher. 27 (1975) Heft 3, S. 191–211.
- „nicht bloß für den Bauch, sondern auch für die Seele sorgen“.  Anmerkungen zur Krise in Familie und Schule. In: Diakonie. Zeitschrift des Diakonischen Werkes der Evangelischen Kirche in Deutschland. 3 (1977). S. 335–339.
- Europatage ’78. (Eine Dokumentation im Auftrage der Landesregierung von Baden-Württemberg). Karlsruhe 1. und 2. Auflage 1978.
- Das Leben suchen. Religion im 7. und 8. Schuljahr in Haupt- und Realschulen. (Zus. mit H. Grosch, J. F. Konrad, B. Vrijdaghs, H. Ulonska und K. Wegenast) Frankfurt/M., Berlin, München 1984. Mehrere Auflagen (Gesamtauflage ca. 1.000.000 Exemplare).
- Plädoyer für den „Unsinn“. Überlegungen zu 1 Kor 13. In: Der Evangelische Erzieher 37 (1985) Heft 5, S. 532ff.
- Wenn Leben glücken soll... Weisheitsdichtung als Sinngebung? In: Der Evangelische Erzieher 39 (1987) Heft 5, S. 508–515.
- Grenzenlos ist deine Liebe. Vier Versuche zu Jona: Wortmeditation „aus“ (Jona 1,15 LU), „Entzauberung“ (Jona 2,1.11 LU), „Nur du bist Halt“ (Jona 2,3-10 LU/Röm 8,38-40 LU) für E.B., „Alle sollen es sein“ (Jona 4,1-2 LU) für M.W., Gedichte. In: Gerhard Büttner, Jörg Thierfelder (Hrsg.): Religionspädagogische Grenzgänge. Stuttgart 1988, ISBN 3-7668-0818-4, S. 71–74.
- Das Leben suchen. Religion im 9. und 10. Schuljahr in Haupt- und Realschulen. (Zus. mit V. Fabricius, D. Fischer, M. Höhn, U. Tworuschka und K. Wegenast) Berlin, Frankfurt/M., München 1988, ISBN 3-425-07868-2. Mehrere Auflagen (Gesamtauflage ca. 1.000.000 Exemplaren)
- Die Spötter werden verstummen. Gedanken zu einem mittelalterlichen Holzschnitt. In: Der Evangelische Erzieher 41 (1989) Heft 4, S. 286–289.
- Thomas Bergmann: Jeden Tag leben. Hanna und Frederik haben Leukämie. Kinderbuchverlag, Luzern 1989, ISBN 3-276-00081-4. (Wiss. Begleitung und Titel)
- Das Leben suchen. Religion im 7. und 8. Schuljahr in Realschulen und Gymnasien. (Zus. mit V. Fabricius, H. Heller, C. Machalet, und M. Machold) Berlin, Frankfurt/M., München 1989, ISBN 3-425-07882-8.
- Das Leben suchen. Religion im 7. und 8. Schuljahr in Realschulen und Gymnasien. (Zus. mit V. Fabricius, H. Heller, C. Machalet, und M. Machold) Berlin, Frankfurt/M., München 1989, ISBN 3-425-97882-9 (völlig überarbeitete Auflage für Niedersachsen).
- Hebräische Zahlensymbolik. (Lexikonartikel) Symbole des Leides und der Hoffnung. (Fotobeitrag) In: F. Dietrich u. a.: Signale. Religion im 9. Schuljahr in Realschulen. Frankfurt am Main / Berlin / München 1991, ISBN 3-425-07889-5 (zudem wissenschaftliche Betreuung).
- Herbst. (Gedicht) In: Die Karpatenpost. 44. Jahrgang. (1993), Folge 11, S. 1.
- Mit dem Kursbuch nach dem Leben fragen. In: Gerhard Büttner u. a. (Hrsg.): Wegstrecken. Stuttgart 1998, ISBN 3-7668-3577-7, S. 172–179.
- Glaube. In: Wolfgang Dietrich: Lebensfragen 1: Unterwegs zur Mündigkeit. Frankfurt/M., Berlin, München 1990, ISBN 3-425-07851-8, S. 14.
- Auf den Spuren von und zu Andrea Paladio. Ludwigsburg 1996.
- Im Spiegel der Bilder. Internationale Originalgraphik. Aichwald 2004.
- Erinnerungen in pädagogischen Perspektiven oder eine späte Liebeserklärung ... In: 50 Jahre Realschule Westercelle. Celle 2004, S. 15ff.
- Im Spiegel der Bilder: Alfred Pohl, Verbunden in Südamerika. Aichwald 2005.
- Im Spiegel der Bilder: Paul Flora ... auf den Punkt gebracht. Aichwald 2006.
- Im Spiegel der Bilder: Fragmente des Schönen, Markus Lüpertz (Graphik). Aichwald 2007.
- Im Spiegel der Bilder: Heinz Friedrich und Ruth Stahl. Aichwald 2008.
- Im Spiegel der Bilder: Christian Mischke erinnert an Hermann Kätelhön. Aichwald 2009.
- Im Spiegel der Bilder: Hetty Krist Bilder des Lebens. Aichwald 2010.
- Im Spiegel der Bilder: Rosa Loy. Blätterrauschen. Aichwald 2011.
- Im Spiegel der Bilder: Leiko Ikemura, Mit unsichtbaren Flügeln. Aichwald 2012.